# Tricentra distinctata
Tricentra distinctata är en fjärilsart som beskrevs av W. Warren 1900. Tricentra distinctata ingår i släktet Tricentra och familjen mätare. Inga underarter finns listade i Catalogue of Life.